# La Brigade des contes de fées
 (novembre 2024).
La Brigade des contes de fées (Fairy Tale Police Department) est une série télévisée d'animation germano-australienne, comprenant 26 épisodes de 26 minutes, créée en 2002. En France, la série a été diffusée à partir de décembre 2002 sur Télétoon, sur France 5 dans Zouzous du 2 juillet 2012 au 31 août 2012, et sur TPS Star le 12 septembre 2010.

## Synopsis
Cette série plonge au cœur d’une unité secrète d’élite, chargée de protéger l’univers des contes. Leur mission ? Empêcher les méchants de réécrire les histoires à leur façon. Car à chaque épisode, des personnages mal intentionnés cherchent à semer le chaos : Cendrillon tombe amoureuse d'un faux prince, La Belle au bois dormant est évincée par une sorcière terrifiante… Mais rien n’échappe à Johnny et Chris, deux agents aussi rusés qu’irrésistiblement drôles, qui déjouent les pièges les plus tordus avec brio.

## Personnages
- Inspecteur Johnny Legend : Agent (très) spécial de la brigade des contes de fées, Johnny est aussi passionné d’harmonica qu’il est… peu perspicace. Maladroit, souvent à côté de la plaque dans ses analyses, il accumule les bourdes, mais finit toujours par retomber sur ses pieds — parfois par miracle, souvent grâce à son flair instinctif et un peu de chance. C’est ce qui le rend attachant, et surtout… hilarant.

- Inspecteur Chris Andersen : Rousse flamboyante et esprit affûté, Chris est le cerveau de l’équipe. Courageuse, méthodique, et résolument moderne, elle ne recule devant rien pour démêler les intrigues féeriques. Son nom est un clin d’œil à Hans Christian Andersen, le célèbre conteur, et à Gillian Anderson, dont elle partage le charisme et le mordant. C’est elle qui fait avancer l’enquête — et Johnny.

- Docteur Claude : Officiellement médecin de la brigade. Officieusement… un prétendu prince un peu louche, obsédé par l’invention de potions révolutionnaires. Dans chaque épisode, il tente un nouvel élixir farfelu avec des conséquences imprévisibles. Toujours à deux doigts de réussir. Ou de provoquer une catastrophe.

- Lise Wenda : Fée en mission spéciale, Wenda est la conseillère magique (et un peu perchée) de l’équipe. Son aide est précieuse, bien que ses incantations aient tendance à déraper. Excentrique, drôle et imprévisible, elle incarne la poésie du monde des contes… version freestyle.

- Le chef de police : On ne connaît pas son nom, mais tout le monde le redoute. Bourru, bougon, toujours sur le point d’exploser, il passe son temps à hausser le ton contre Wenda et ses formules foireuses, ou contre Johnny et ses enquêtes catastrophiques. Mais au fond, il les aime bien. Enfin… on croit.

- Pinocchio : Marionnette en chair, bois et rêves, Pinocchio est stagiaire (autoproclamé) à la brigade. Il rêve de devenir inspecteur, se mêle de tout, fait plein d’erreurs… mais parfois, sa naïveté ouvre des portes qu’aucun enquêteur n’oserait franchir. Et il ment beaucoup. Mais ça se voit.

## Épisodes
1. Pinocchio en détresse
2. À Prince Grenouille, rien d'Impossible
3. Blanche-Neige et le Voleur de Pommes
4. Recherche Prince Désespérément
5. Vent de Panique chez les Trois petits Cochons
6. L'Empereur et les Drôles de Tailleurs
7. Coup dur pour le Petit Tailleur
8. Le Monstre aux Pieds Palmés
9. La Bête et sa Belle
10. L'Or à la Paille
11. La Pantoufle de Verre
12. Pour l'Amour d'une Ballerine
13. Basse-Cour Rock'n'Roll
14. Une princesse sans pois, ni loi
15. La Maison de Pain d’Épices
16. Une Bouée pour l'Apprenti Sorcier
17. La Belle aux Cheveux d'Or
18. Une affaire de géant
19. Le Joueur de Flûte
20. Le marquis de Carabas
21. Un Génie qui vous veut du bien
22. Rendez-vous chez Grand-Mère
23. Ali Baba
24. La Petite Sirène est Amoureuse
25. L’Étrange Disparition de Poucelina
26. Le Voleur de Contes de Fées

## Voix françaises
- Frédéric Meaux : inspecteur Johnny Legend, Docteur Claude
- Alexandra Corréa : inspecteur Chris Andersen
- Peppino Capotondi : le chef de police
- Ioanna Gkizas : Lise Wenda, Pinocchio
- Carole Baillien : Hansel, le chat botté
- Damien Gillard
- Antoine Vandenberghe